# 嘉偉學區
嘉偉學區(英文：Garvey School District)是洛杉矶县的学区, 总部在柔似蜜。

## 学校
初中:
- 嘉伟中学（Garvey Intermediate School）
- 天普中学（Temple Intermediate School）

小学:
- 贝特利尔小学（Bitely Elementary School）
- 杜威小学（Dewey Elementary School）
- 爱默生小学（Emerson Elementary School）
- 希尔克勒斯特小学（Hillcrest Elementary School）
- 马歇尔小学（Marshall Elementary School）
- 蒙特雷维斯塔小学（Monterey Vista Elementary School）
- 来寺小学（Rice Elementary School）
- 桑切斯小学（Sanchez Elementary School）
- 威拉德小学（Willard Elementary School）